# Camptochaeta bellicosa
Camptochaeta bellicosa är en tvåvingeart som beskrevs av Heikki Hippa och Pekka Vilkamaa 1994. Camptochaeta bellicosa ingår i släktet Camptochaeta och familjen sorgmyggor.
Artens utbredningsområde är Costa Rica. Inga underarter finns listade i Catalogue of Life.